# Anaphes thoracicus
Anaphes thoracicus är en stekelart som först beskrevs av Soyka 1955.  Anaphes thoracicus ingår i släktet Anaphes och familjen dvärgsteklar. Inga underarter finns listade i Catalogue of Life.